# Alexandre Adolfovitch Lehmann
Pour les articles homonymes, voir Lehmann.
Alexandre Adolfovitch Lehmann, né le 18 mai 1814 (30 mai dans le calendrier grégorien) à Dorpat et mort le 30 août 1842 (11 septembre dans le calendrier grégorien) à Simbirsk, est un explorateur, géologue et botaniste germano-balte. En tant que botaniste, il s'est particulièrement intéressé aux Spermatophytes.